# تئاتر آلدویچ
تئاتر آلدویچ (انگلیسی: Aldwych Theatre) یک سالن نمایش در لندن، انگلستان است.
این سالن تئاتر که در خیابان آلدویچ قرار دارد در سال ۱۹۰۵ میلادی تأسیس شده و جزئی از تئاتر وست اند محسوب می‌شود. تئاتر آلدویچ دارای ۱۲۰۰ نفر ظرفیت می‌باشد.